# کارزار مرکزی سوریه (۲۰۱۷)
کارزار مرکزی سوریه (۲۰۱۷) عملیات نظامی ارتش سوریه علیه دولت اسلامی عراق و شام (داعش) در طی جنگ داخلی سوریه بود. هدف آن تسخیر شهر استراتژیک نفت خیز السخنه، محاصره و تصرف ۱۱٬۰۰۰ کیلومتر مربع از قلمرو داعش در مرکز سوریه بود که پس از آن ارتش سوریه به سوی دیر الزور پیشروی کرد و محاصره سه‌ساله داعش در این شهر را شکست. و بعد از آن، میادین به کنترل ارتش سوریه درآمد.